# Mesnils-sur-Iton
Mesnils-sur-Iton – gmina we Francji, w regionie Normandia, w departamencie Eure. W 2013 roku liczba ludności na terenie obecnej gminy wynosiła 4483 mieszkańców. 
Gmina została utworzona 1 stycznia 2016 roku z połączenia sześciu wcześniejszych gmin: Condé-sur-Iton, Damville, Gouville, Manthelon, Le Roncenay-Authenay oraz Le Sacq. Siedzibą gminy została miejscowość Damville. 
Dnia 1 stycznia 2019 roku nastąpiły kolejne zmiany administracyjne. Ówczesne gminy – Buis-sur-Damville, Grandvilliers oraz Roman – zostały włączone do gminy Mesnils-sur-Iton. Siedzibą gminy pozostała miejscowość Mesnils-sur-Iton. 